# 교황
교황(敎皇, 라틴어: papa, 그리스어: πάπας, 영어: pope)은 로마 교구의 주교이자 가톨릭교회 전체의 영적 지도자이며 바티칸 시국의 국가원수이다. 이는 가톨릭 전승에서 예수 그리스도로부터 교회의 첫 수장으로 임명되어 천국의 열쇠를 부여받았다는 성 베드로의 정통 후계자라는 의미를 내포하고 있다. 전 세계 14억 신자들이 있는 로마 가톨릭교회의 수장인 교황은 세계적으로 정치적, 외교적으로 매우 큰 영향을 끼친다.
로마 가톨릭교회 창시 이래 지금까지 2천 년 동안 총 266대 교황이 재위하였으며, 2025년 5월 8일 제267대 교황으로 레오 14세가 당선되었다. 그 해 5월 18일에 즉위식을 거행하였다
교황의 직위를 가리켜 교황직(敎皇職, papatia)이라고 부르며, 교황이 통치하는 세속적 영역은 ‘성좌’(Sancta Sedes) 또는 (성 베드로와 성 바오로가 순교한 로마에 세워진) ‘사도좌’로 불린다.
교황직은 세계에서 가장 오래된 직책 가운데 하나이며, 세계 역사에서 중요한 요소 가운데 하나이기도 하다. 초기 교황들은 가톨릭 신앙을 전파하고 다양한 교리적 논쟁을 해결하는데 주력하였다. 중세에 들면서 종교 문제 뿐만 아니라 서유럽의 세속 문제에도 개입하여, 종종 가톨릭 군주들 간의 각종 분쟁에 개입하여 중재자로 활동하기도 하였다. 오늘날에는 가톨릭 신앙의 전파 및 정통 가톨릭 교리의 수호는 물론 교회 일치 운동과 종교 간 대화, 자선 활동, 인권 수호 등에 매진하고 있다.
교황에게는 본래 세속적 권력이 없었지만, 중세기에는 세속의 통치자들이 가진 권력과 같이 광범위한 권력을 가진 때도 있었다. 최근 세기에 들면서 교황은 점차 세속 권력이 약해지면서, 오늘날 교황의 권위는 다시 본연의 임무인 종교적 문제들에 국한되어 있다. 수세기가 넘도록 교황의 종교적 권한에 대한 주장은 19세기 제1차 바티칸 공의회를 통해 신앙이나 도덕에 관하여 엄중한 결정을 내릴 수 있다는 교황 무류성 선언으로 최고조에 달했다.

## 역사

### 호칭의 어원
한국에서 ‘교황’(敎皇)이라고 번역되는 라틴어 ‘파파’(papa)는 본래 그리스어로 ‘아버지’를 뜻하는 단어 ‘파파스’(πάππας)에서 유래한 것이다. 초대 교회 시절부터 이 칭호는 모든 주교, 특히 동방 지역 대주교와 주교인 성직자를 가리키는 호칭이었는데, 나중에 서방으로 전파되면서 로마의 주교도 가리키게 되었다. 그러던 것이 교회 대분열 시기인 11세기에 들어서면서 서방교회에서는 로마 가톨릭교회의 대주교에게만 사용하게 되었다. 역사적으로 이 칭호를 가장 먼저 사용한 이는 알렉산드리아 총대주교 헤라클라스(232-248)인 것으로 추정된다. 파파를 한국어로 옮긴 호칭인 교황은 본래 ‘백성을 하느님께로 이끌어 감화시킨다’는 의미의 ‘교화황’(敎化皇)이었는데, 이는 1614년 이수광의 저서 《지봉유설》에서 마테오 리치 신부가 쓴 《천주실의》를 소개하면서 “구라파(유럽)의 풍속은 임금을 교화황이라고 하는데 결혼을 하지 않으므로 후손이 없고 어진 이를 선택하여 임금으로 세운다.”는 글에서 비롯한 것이다. 그러다가 1915년경부터 교화황과 교황이 혼용되다가 교화황이라는 용어는 사라지고，1920년대부터 교황은 일반 용어로 정착되었으며, ‘교종’(敎宗)은 한때 주로 기도문에서 사용된 것으로 보인다. 그러나 당시의 《로마 미사 경본》 라틴어-한글 대조나 《천주성교공과》에서도 교황과 교종은 그대로 혼용되었다. 그러나 제2차 바티칸 공의회(1962∼1965) 이후에는 기도문에서 마저 교종이라는 용어는 사라지고, 1992년 한국 천주교 주교회의 춘계총회에서 용어위원회 논의를 거쳐, 2000년 10월 《천주교 용어집》을 출간하면서 교황으로 통일되어 오늘날에 이르고 있다.
파파라는 칭호는 3세기부터 모든 기독교의 모든 주교에게 공통적으로 사용한 호칭이었으나, 로마교회 지역에서는 6세기부터 특별히 로마의 주교에게 사용하기 시작했고, 교회 대분열 시기인 11세기 말엽 교황 그레고리오 7세가 서방 교회의 관례를 정립하면서 서방교회에서는 오직 로마의 주교만이 사용하는 것으로 국한하였다. 6세기에 콘스탄티노폴리스에 소재한 동로마 제국 상법부의 기록에서도 확인할 수 있다.

### 초기 기독교시대 (c. 30–325)

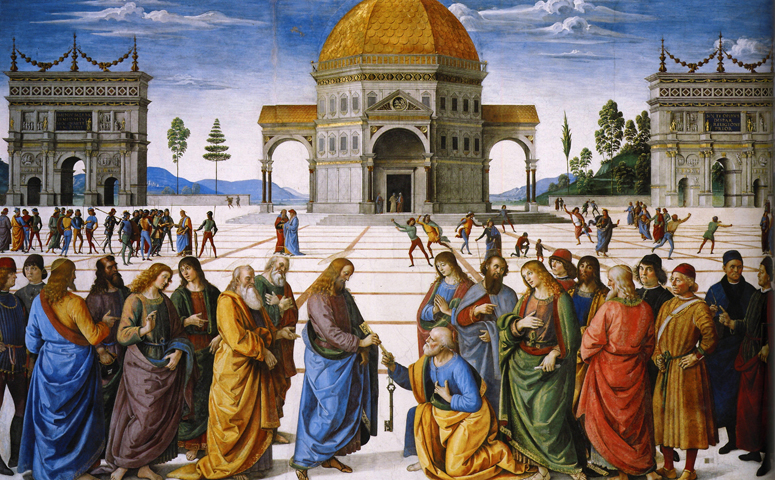
피에트로 페루지노의 그리스도로부터 천국의 열쇠를 받는 성 베드로.

로마 가톨릭교회의 설명에 따르면, 예수 그리스도는 자신의 제자들 가운데 한 사람인 시몬에게 “너는 베드로이다. 나는 이 반석 위에 내 교회를 세우겠다.”(마태 16,18)고 말하였다. 즉 예수 그리스도는 시몬을 교회의 반석이라 부르며 베드로라는 새로운 이름을 수여하고, 그 반석 위에다 교회를 세우겠다고 약속하였다. 이러한 약속은 베드로가 주님을 세번이나 부정한 후에도 부활한 그리스도가 베드로에게 나타나 “내 양들을 잘 돌보아라.”고 세 번이나 당부한 것으로 계속 이어졌다(요한 21,15-17). 주님께서 체포되시던 밤에 베드로가 주님을 세번 부인했기 때문이다. 그리고 주님께서는 승천하시면서 예루살렘에서 성령을 기다리라고 말씀하셨다. 하느님의 완전한 성전이신 주 예수 그리스도처럼 이제 주님의 십자가 구원 역사를 기반으로 한 필연적 성령의 거듭남 역사를 통하여 이제 사도들도 하느님의 성전이 됨으로써 오직 그자에게 확정적으로 임하신 성령의 권위로 인하여 다른 자들의 죄까지 용서할 수 있게 될 것이기 때문이다. 그리고 베드로는 거듭남으로써 결국 주님을 끝까지 따를 수 있게 되었다. 거듭난 성도만이 인간 자신의 사욕보다도 오히려 오직 하느님의 뜻만을 따를 수 있는 하느님의 성전으로서 확정적 구원을 받은 하느님의 자녀이기 때문이다. 그리고 겟세마니 동산에서 주님께서는 괴로워하시면서도 오히려 자신의 뜻보다 하느님 아버지의 뜻대로 따르기를 바라시고 결국 그러셨는데 이는 하느님의 완전한 성전이신 주님의 본으로써 거듭난 베드로를 포함한 모든 거듭난 성도들도 이와 마찬가지다. 즉 천국의 열쇠란 하느님의 완전한 성전이신 주님께서 이후 성령의 거듭남 역사로 하느님의 성전이 될 사도 베드로에게 주신 권한이다. 거듭난 성도는 그자에게 확정적으로 임하신 오직 하느님의 권능으로 다른 사람의 죄까지 용서할 수 있기 때문이다. 신학교만 졸업한다고 하여 그자가 거듭났다고 보기는 어렵다.어쨌거나 교황은 바로 이 사도 베드로의 후계자로 스스로를 자처한다. 베드로는 비록 한 번도 ‘교황’이라는 칭호를 사용한 적이 없었지만, 가톨릭 교회에서는 그를 초대 교황으로 여기고 있다. 그 이유는 그가 단지 ‘교황’이라는 칭호를 사용하지 않았을 뿐, 사실상 교황으로서의 직책을 맡아 사목 활동을 수행했기 때문이다. 교회에서는 공식적으로 사도단 안에서 베드로가 지녔던 위치와 같이 교황 역시 주교단 안에서 같은 위치를 지닌다고 설명한다. 즉 주교들 가운데서 사도들의 으뜸의 후계자로서 별개의 독립적인 주교로 존재한다는 것이다. 교황은 주교단의 단장으로서 다른 주교들과 함께 장엄 교도권을 행사하지만 교회의 최고 목자의 자격으로 단독적으로도 장엄 교도권을 사용할 수 있다. 베드로는 선교를 위해 로마로 갔다가 64년 네로 황제의 천주교 박해 시기에 체포되어 순교한 것으로 전해진다.

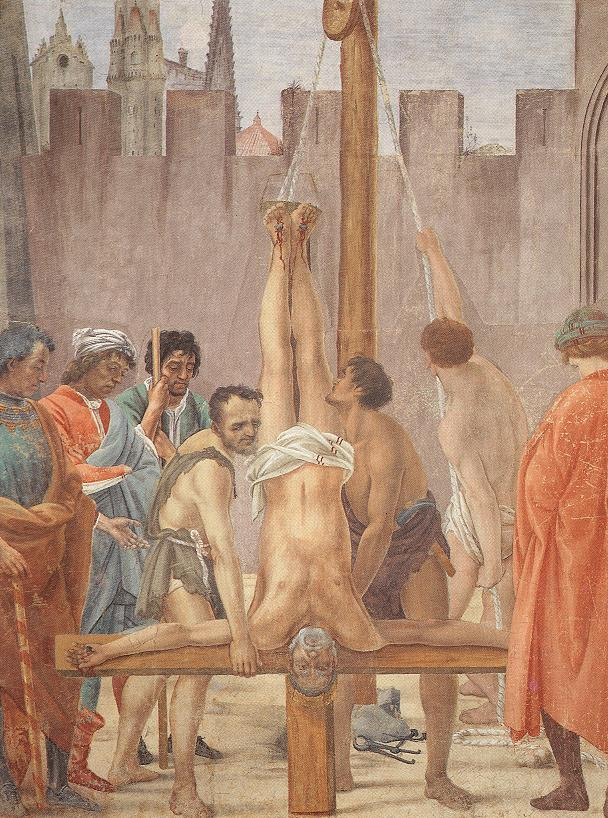
필리피노 리피의 성 베드로의 십자가형.

1세기 이래(30–130) 베드로의 주교좌였던 로마는 기독교의 중심지로서 받아들여졌으며, 다른 곳과 비교하여 이례적으로 중시되었다. 그리하여 교황의 수위권은 초대 교회 때부터 이미 각 지역 교회들에 의해 공인되었다. 그 중 중요한 예를 들면 다음과 같다. 95년경 코린토 교회에 분쟁이 일어났을 때, 제4대 교황 클레멘스 1세는 코린토 교회의 분쟁을 조정하고, 조기에 조치를 취하지 못한 것에 대해 사과하는 서신을 써서 보냈다. 이 서신에 대한 당시 기독교인들의 경의는 지극하여 1세기 동안 이를 성당 안에서 낭독하는 관례가 만들어지기까지 하였다고 한다. 제14대 교황 빅토르 1세는 소아시아 교회에 부활절의 날짜에 대하여 논쟁이 일어났을 때, 로마 교회가 종래 지켜온 것을 따르라고 명령했다. 제15대 교황 제피리노는 몬타누스가 최초의 교회 분열을 일으켰을 때, 그를 파문했다. 제16대 교황 갈리스토 1세는 참회한 죄인에 대한 엄격한 처치를 완화시키라는 명령을 온 교회에 내렸다. 그는 또 삼위일체의 교리를 잘못 가르친 살베르티오를 파문했고, 이때 그는 “으뜸 사도의 후계자이므로 베드로의 권위로써 이를 선포한다”고 선언했다.
189년 교부 이레네오는 저서 《이단 논박》(Adversus haereses)에서 다음과 같이 로마의 수위권을 옹호하였다. “모든 교회, 즉 온 세상에 있는 모든 신도는 이 (로마) 교회가 지니고 있는 강력한 수위권(Potenioren Principalitatem) 때문에 이 교회와 일치해야 합니다. 왜냐하면 이 (로마) 교회 안에는 그들을 통해 전해오는 사도적 전승이 항상 보존되어 있기 때문입니다.”
초세기의 교황들은 기독교의 기틀을 다지고 발전시키는 데 온 힘을 쏟아부었다. 그러나 초대 교회 때에 일어난 로마 제국의 기독교 박해가 교황들에게까지 미쳐 베드로를 시작으로 고르넬리오, 루치오 1세, 식스토 2세 등 많은 교황이 유배되거나 처형됐다. 이러한 박해는 313년 제32대 교황 멜키아데 때에 콘스탄티누스 대제가 밀라노 칙령을 내려 로마 제국 내 모든 종교의 자유를 인정함으로써 일단락되었다. 이로써 기독교에 평화로운 시기가 도래하였다.

### 제1차 니케아 공의회부터 동서교회 대분열 시기(325–1054)

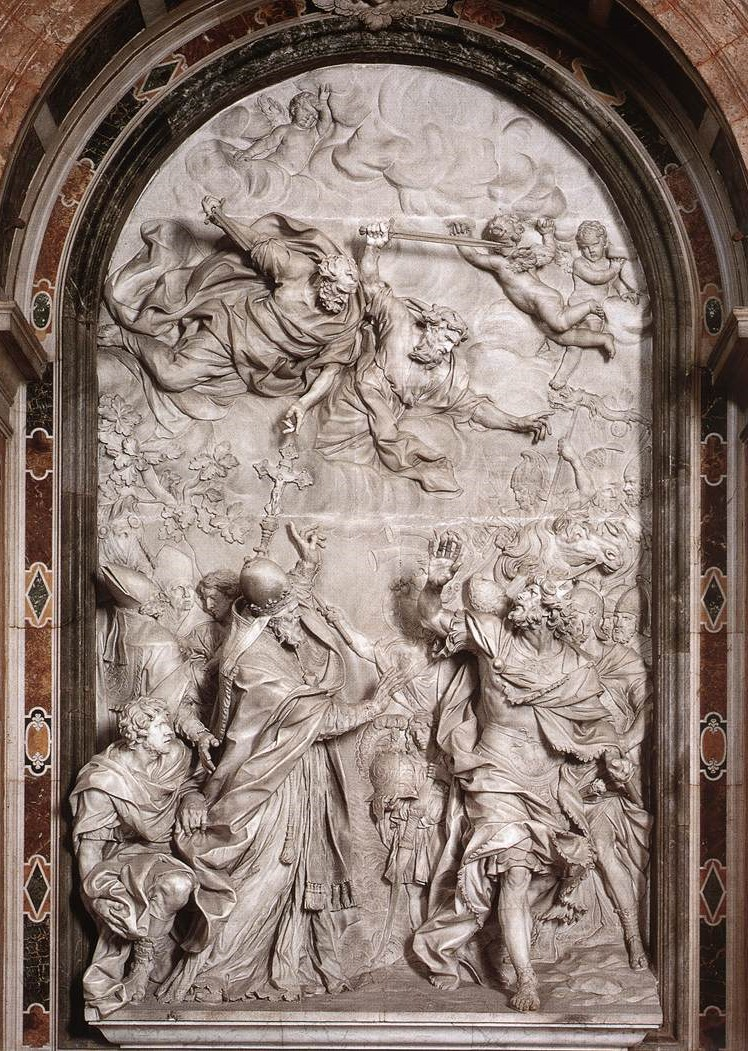
교황 레오 1세와 아틸라의 만남을 묘사한 부조.

325년 제1차 니케아 공의회가 소집되어 아리우스주의를 단죄하고 삼위일체를 교회의 믿을 교리로 선언하였으며, 교회법 6개 조항을 제정하였다. 아울러 로마와 알렉산드리아, 안티오키아, 예루살렘 등 주교좌 네 곳을 다른 지역 주교좌들과는 구별되는 특별한 역할을 수행한다는 것을 인정하였다. 교황들은 모두 삼위일체 신앙의 강력한 지지자였는데, 특별히 교황 리베리오는 삼위일체 신앙을 고수하며 변호했다는 죄로 콘스탄티우스 2세 황제에 의해 베리아로 유배까지 갔다. 삼위일체 신앙을 받아들인 니케아 그리스도교파는 ‘가톨릭 그리스도교’라고 불리게 되었으며, 380년 테오도시우스 대제에 의해 로마 제국의 국교로 공인되었다. 동방에서는 세속 권력이 교회보다 위에 있었던 반면에 서방에서는 교황이 계속해서 영향력을 강화해나갔다. 교황직의 위신이 높아지게 된 결정적인 계기는 교황 레오 1세 때였다. 452년 훈족이 로마를 침공하였으나 서로마 황제는 그들의 침략 앞에서 속수무책이었다. 이에 실망한 로마 시민들은 당시 교황이었던 레오 1세에게 도움을 요청하였다. 그러자 레오 1세는 용감하게 로마 시외로 나가 훈족의 지도자인 아틸라와 만나 담판함으로써 그들을 평화롭게 물러가게 하였다. 그리하여 로마는 멸망할 위기에서 벗어나게 되었다. 455년에는 가이세리크가 이끈 반달족이 로마를 공격하였다. 레오 1세는 이번에도 용감하게 가이세리크와 회담하였다. 비록 그는 반달족의 로마 시내 입성을 허용하기는 했지만, 최소한 무분별한 약탈과 살육으로부터 로마 시민들을 구해내는 데 성공하였다. 이로 인해 로마 시민들은 교황을 그들의 유일한 보호자로 바라보게 되었고, 교황들 또한 로마 시민들을 위해 위험을 무릎쓰고 로마를 침공하려는 야만족들과의 정치적 협상에 나섰다. 대외적으로 교황은 사실상 로마 시의 수호자가 되었고, 레오 1세는 훗날 ‘대교황’ 칭호를 받게 되었다. 한편 서로마 제국이 멸망하면서 야만족들은 가톨릭 신자가 되거나 아리우스파가 되었다. 프랑크 왕국의 클로비스 1세 국왕은 본래 아리우스파였다가 가톨릭으로 개종하여 교황과 동맹 관계를 맺은 최초의 야만족 군주였다. 이후 서고트족을 비롯한 다른 야만족들 역시 차츰 기존의 아리우스주의를 버리고 가톨릭교회로 개종하였다.

#### 서유럽 지역의 중세

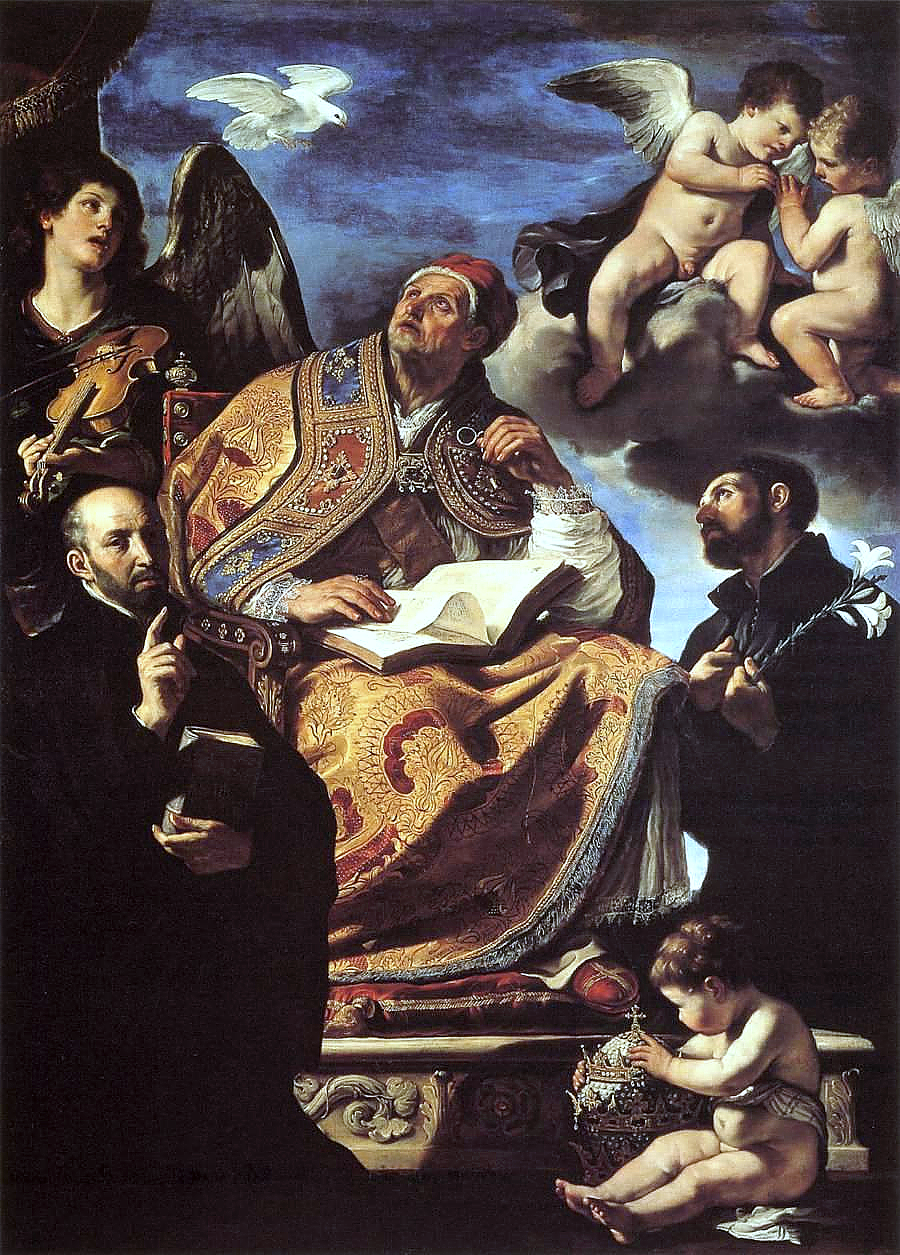
교황 그레고리오 1세

서로마 제국이 멸망하면서 교황은 권력의 중심으로 급부상하면서 지속적으로 교회 영역을 초월하는 기능을 발휘하기 시작했다. 레오 1세에 이어 두 번째로 대교황 칭호를 부여받은 교황 그레고리오 1세는 교회 행정 개혁을 강력하게 추진하였다. 고대 로마의 원로원 의원을 지냈던 집안 출신이었던 그레고리오 1세는 고대 로마인의 전형적인 통치 방식인 엄격한 규율과 판결을 통해 문제들을 해결하였다. 더불어 그는 선교사들의 전교 활동에 대한 전폭적인 지원을 통해 게르만족과 앵글로색슨족을 개종시켜 서유럽 각지에 성당을 세우고, 전 중세기 동안 사제 양성의 기초가 된 《사목규정》(Liber regulae pastoralis)을 저술하였으며, 전례를 개혁했고, 미사 전문을 오늘날의 형식으로 만들었을 뿐만 아니라, 이전까지 산발적으로 전해져 내려오던 성가를 집대성하여 그레고리오 성가를 정착시키는 등 수많은 업적을 이룩하였다.
그레고리오 1세의 후임 교황들은 이탈리아에서 동로마 황제를 대리하는 라벤나 총독의 영향을 많이 받았다. 그러나 이슬람교 세력이 정복 전쟁을 통해 영역을 계속해서 확장해가는 반면에 동로마 제국은 갈수록 국력이 기울기 시작했을 뿐만 아니라 랑고바드르족의 침입으로부터 동로마 제국이 교황의 토지를 보호해주지 못하는 상황이 이어지면서 교황은 차츰 동로마 황제로부터 거리를 두기 시작했다. 결국 교황 스테파노 2세는 콘스탄티누스 5세 황제 대신 프랑크족에게 자신의 토지를 보호해 줄 것을 요청하게 되었다. 프랑크 국왕 피핀 3세는 랑고바르드족을 진압하고 이탈리아 땅의 일부를 교황에게 기증하였다. 이로써 교황은 중세부터 근대에 걸쳐 단순한 교회 지도자일 뿐만 아니라 이탈리아반도 안에 있는 마르케, 움브리아, 라치오 지방으로 이루어진 광활한 영토의 통치자가 되었다. 이탈리아반도의 5분의 1을 차지하는 이 영토를 교황령이라고 불렀다. 그리고 800년에는 교황 레오 3세가 카롤루스에게 황제의 관을 씌워 주어 그를 서방 제국의 황제로 임명하기에 이르렀다. 이는 962년 오토 1세가 교황 요한 12세에 의해 신성 로마 제국의 황제로 등극하면서 되풀이되었다. 이러한 연유로 서방에서는 교황으로부터 직접 황제의 관을 받아 써야만 비로소 황제로 인정될 수 있다는 것이 하나의 관례로 자리잡았다.
7세기에 들어서면서 유럽의 왕족 및 귀족들은 자신들이 지배하는 영지 안에 성당을 세우고 교황의 승인 없이 성직자를 자기 마음대로 임명하거나 사임시키는 것이 일반적인 관행이 되었다. 세속 통치자들의 비호와 간섭을 받으면서 교회의 권위는 갈수록 약해지고 성직자들의 기강은 문란해졌다. 이러한 악습은 세속 통치자들에 의해 고위 성직자들이 자주 공직에 등용되면서 널리 확산되었다. 900년부터 1050년에 걸친 이러한 잘못된 관행과 부패를 바로잡기 위해서 클뤼니 수도원을 중심으로 한 교회 개혁 추진 움직임이 일어나기 시작했다. 이러한 운동은 곧 유럽 전역으로 널리 확산되었다. 이러한 교회 개혁 운동은 1073년 교황 그레고리오 7세가 선출되면서 탄력을 받게 되었다. 그레고리오 7세는 자신의 이름을 딴 그레고리오 개혁이라고 불리는 일련의 조치를 취하였는데, 여기에는 성직매매와 세속 권력의 교회 문제 개입을 방지하고 금욕적 규율을 비롯한 교회 조직의 대대적인 혁신 내용이 포함되어 있었다. 결국 교황과 신성 로마 제국 황제 간에 성직 서임권 문제를 놓고 치열하게 다툼이 벌이지다가 1122년 교황 갈리스토 2세와 하인리히 5세 황제가 보름스 협약을 체결하면서 비로소 진정되었다. 이 협약은 성직자의 세속적인 지위와 종교적인 측면을 엄격히 구분했고, 황제가 성직 서임권을 포기한 대신 주교 후보가 여러 명이어서 의견이 통일되지 못할 경우 황제가 결정할 수 있는 권한을 부여했다. 그리고 황제로부터 세속 재산과 속권을 부여받은 주교는 황제의 봉신으로서 그에게 충성을 맹세할 의무를 갖게 했다. 이로써 교황은 성직 서임권을 보장받는 대신 황제는 주교에게 세속적인 직책을 수여할 권리를 인정받았다. 이후 교황 알렉산데르 3세는 교회법 제정을 통하여 교회 쇄신을 이끌어냈다.

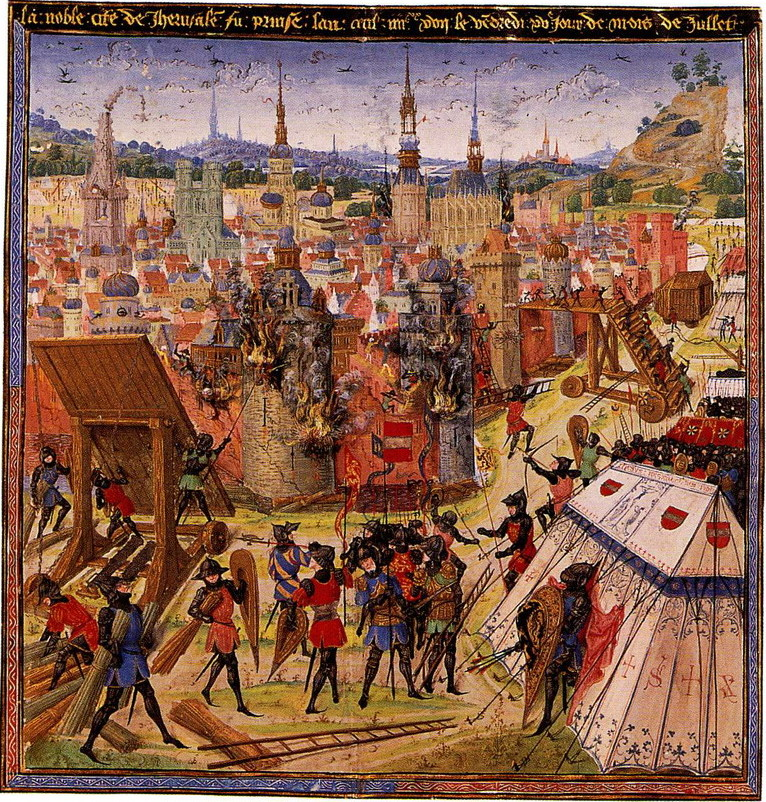
1099년 제1차 십자군의 예루살렘 포위전.

7세기부터 칼리프가 이끄는 이슬람교 세력이 지중해 남부의 대다수 지역을 정복해가면서 기독교 세계는 큰 위협을 받게 되었다. 1095년 동로마 제국의 황제 알렉시오스 1세 콤니노스는 교황 우르바노 2세에게 이슬람교의 침략에 맞설 군사 동맹을 요청하였다. 우르바노 2세는 이에 응답하여 클레르몽 공의회를 소집하여 동로마 제국을 지원하고 예루살렘을 비롯하여 과거 기독교 세력권이었던 지역들을 회복한다는 명분을 내세워 제1차 십자군 소집을 요청하였다.
교황의 권위가 가장 크게 실추된 시기는 867년부터 1049년까지였다. 이 시기에 교황은 경쟁 상대였던 세속 권력에 굴복하여 사사건건 제한과 통제를 받아야 했으며, 적지 않은 수의 교황들이 감금되거나 아사하거나 암살당하거나 폐위당했다. 또한, 특정 가문이 무려 50년 동안 교황직을 독점하기도 하였으며, 그 가운데 한 명이었던 교황 요한 12세는 교황궁에서 방탕한 생활을 하였다. 신성 로마 제국의 오토 1세 황제는 교회 법정에 요한 12세를 고발하여 폐위시킨 다음 한 평신도를 교황으로 선출하도록 하였는데 그가 바로 교황 레오 8세이다. 요한 12세는 로마에 있던 황제의 대리인들에게 폭행을 당해 불구가 되었으나 나중에 교황좌에 복위하였다. 한편 귀족들 역시 황제와 결탁하여 거의 공개적으로 주교들은 물론 교황들마저 매수하는 일이 잦았다.
1049년 교황 레오 9세는 즉위하자마자 이러한 문제점을 개선하는데 앞장섰다. 그는 몸소 유럽의 주요 도시를 순방하면서 교회가 당면한 직접적인 문제들, 곧 성직매매와 성직자의 혼인 및 축첩 문제를 타파하기 위해 노력하였다. 오랜 기간 사목 방문을 한 결과, 그는 교황의 권위를 가까스로 되찾을 수 있었다.

### 서방교회 내부의 분열 (1054–1517)
동방 교회와 서방 교회는 1054년에 결정적으로 서로 갈라서게 되었다. 이 분열은 교리적 이견이라기 보다는 정치적인 이해관계 때문에 발생한 것이다. 교황들은 라벤나 총독부를 통해 사사건건 개입하려 드는 동로마 황제의 간섭으로부터 벗어나기 위해 프랑크 국왕을 황제로 추대하여 맞서도록 하였다. 양측의 갈등은 8세기 성상 파괴 운동 이래 표면화되었으며, 9세기에는 필리오케 문제와 그에 따른 포티우스의 분리 등에서 만성적인 불화가 잇달아 일어났다. 그리고 1054년에는 해묵은 교황 수위권의 시비로 로마 교회와 콘스탄티노폴리스 교회가 서로를 파문하기에 이르렀다. 동서 교회의 분열이라고 불리는 기독교 세계의 최대 분열 사건으로 결국 교회는 동서 지역으로 단절됐다. 이후 12~13세기 교황들은 공의회를 여러 번 소집하여 동서 교회의 재일치를 시도했으나 큰 성과를 거두지는 못했다.
동방 교회는 동로마 제국이 점차 세력이 약해지면서 함께 약해지기 시작했으며, 로마와 대등한 위치를 요구한 콘스탄티노폴리스의 주장은 무시되었다. 동로마 황제는 두 차례에 걸쳐 동방 교회를 서방 교회에 강제로 일치시키려고 시도했으나 실패하였다. 15세기에 오스만 제국은 동로마 제국을 멸망시키고 콘스탄티노폴리스를 점령하였다.
중세 기간 동안 교황들이 세속 군주들의 권력을 뛰어넘기 위해 고군분투하였다. 그러나 세속 권력과의 대립은 중세 말기부터 교황 측의 패배나 전면적인 양보로 끝나는 양상을 자주 보이게 된다.
동로마 제국에게 군사 원조를 하고 성지를 탈환한다는 명목으로 200년 가까이 벌인 십자군 원정이 실패로 끝나면서 교황의 권위는 크게 하락했다. 유럽 각국의 군주들은 영토 분쟁을 벌여 힘을 키우면서 차근차근 중앙집권체계를 갖추어 나갔다. 특히 프랑스에서는 필리프 4세 대에 들어 왕권이 크게 강화됨에 따라 교황의 입지가 줄어들었다. 1296년 교황 보니파시오 8세는 각국의 군주들이 교회에 과세하는 것을 금지하는 칙령을 발표했는데, 이에 필리프 4세는 국내 화폐의 국외 반출을 금지하는 것으로 대응했다. 필리프 4세의 대응은 실질적으로 교황청으로 들어가는 프랑스의 화폐 반출을 막은 것이었기 때문에 교황에게 큰 타격을 주었다.
그러나 1300년 교황은 필리프 4세를 공개적으로 비난하고 나섰고, 이에 대응하여 필리프 4세의 고문이던 법학자 기욤 드 노가레는 1303년 교황이 로마 남동쪽에 있는 아나니의 별궁에서 휴가를 보낸다는 정보를 접하고 교황의 정적인 콜론나 가문과 결탁해 교황을 습격해 체포했다. 이 사건은 시민들의 반감을 사 보니파시오 8세는 이틀 만에 풀려났으나 그는 충격을 이기지 못하고 한 달 후 선종하였다.
이후 교황권은 급격히 쇠퇴했다. 이후 선출된 교황들은 필리프 4세의 강력한 견제를 받다가, 결국 1309년 필리프 4세의 압박에 굴복하여 로마를 떠나 프랑스 남부에 있는 도시 아비뇽에 거주하였다. 1309년부터 1377년까지 약 70년간 교황들은 아비뇽에 거주하며 프랑스 국왕의 강력한 간섭을 받았다. 아비뇽 유수라고도 부르는 이 시기 동안 교황은 모두 프랑스인이 선출되었고, 교회의 요직에도 프랑스인 성직자가 대거 차지하였다. 1377년 교황 그레고리오 11세가 로마로 복귀했으나 아비뇽 시절을 겪으면서 발생한 교회의 혼란을 끝나지 않았다. 1378년 이탈리아인이었던 교황 우르바노 6세가 새 교황에 선출되자 프랑스인 추기경들은 이에 대해 무효 선언을 하고 프랑스 출신인 대립교황 클레멘스 7세를 자체적으로 선출하여 내세웠다. 이후 교회는 40년 동안 서구 대이교 시대를 맞게 되었다. 교황은 로마에 머물렀으며, 대립교황과 그를 따르는 이들은 아비뇽에 머물렀다. 그 결과, 교회의 분열은 명백히 국가적인 양상을 띠게 되었는데 잉글랜드와 헝가리, 스칸디나비아, 이탈리아의 대다수 도시국가, 신성 로마 제국 등은 로마 교황을 지지했으며, 프랑스와 나폴리, 사보이아, 스코틀랜드, 스페인, 시칠리아 등은 아비뇽의 대립교황을 지지하였다. 나중에는 대립교황이 한 명 더 생겨, 세 명의 교황이 서로 자신이 진짜 교황이라고 주장하며 상대편을 서로 파문하였으며, 교회는 혼란에 빠졌다. 서방 교회의 분열은 1417년 소집된 콘스탄츠 공의회에서 마르티노 5세를 새 교황으로 선출함으로써 종결되었다.

### 종교 개혁 ~ 현대 (1517 ~ )

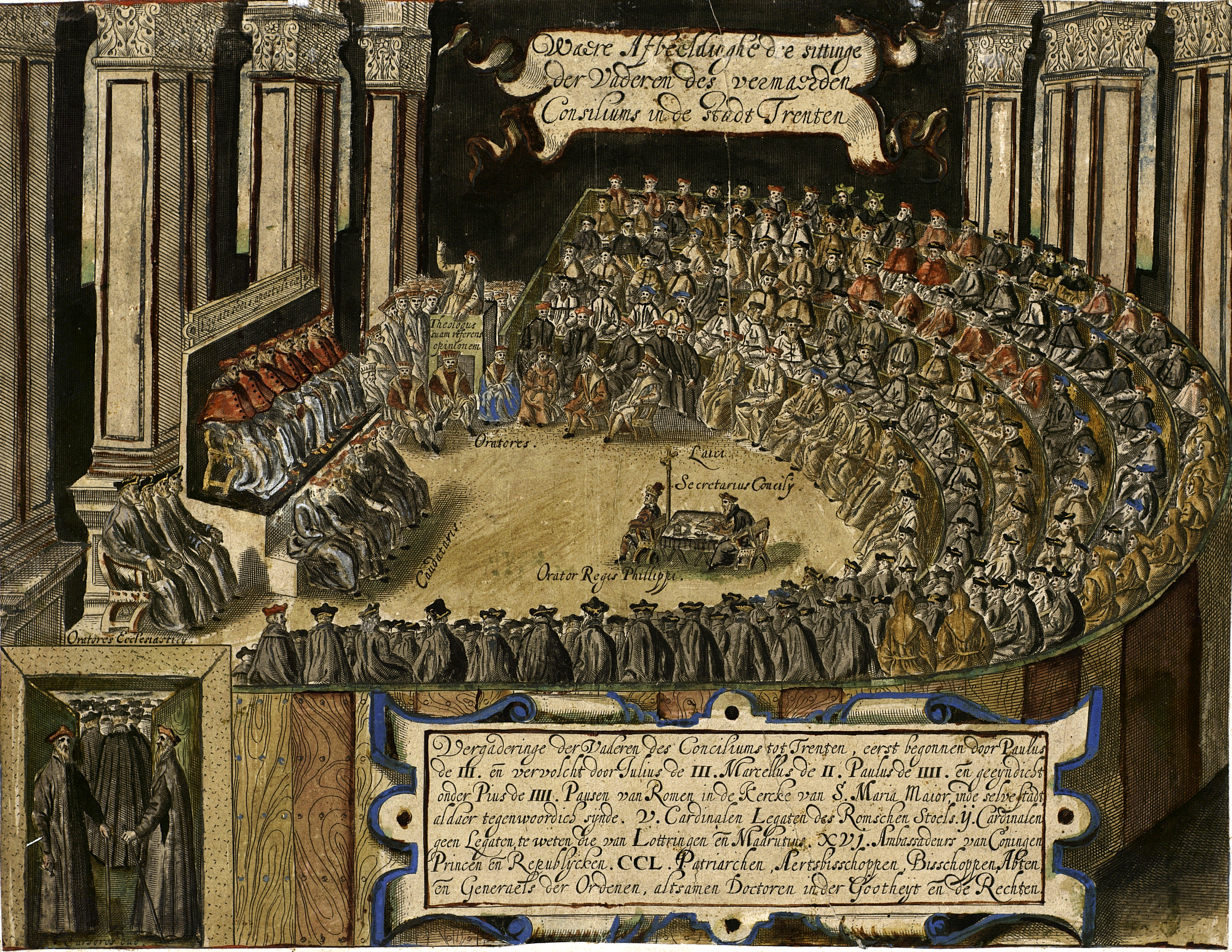
가톨릭 개혁의 일환으로 교황 바오로 3세는 트리엔트 공의회(1545–1563)를 소집하였다. 트리엔트 공의회는 프로테스탄티즘의 출현으로 혼란스러워진 신학과 교리를 재정리하고 교회 규율을 크게 혁신하였다.

1517년 10월 31일 독일의 아우구스티노회 수사 신부이며 성서학 교수였던 마르틴 루터는 대사 남용에 항의함으로써 대사 논쟁을 불러 일으켰다. 독일에서 일어난 마르틴 루터를 필두로 16세기 초 유럽 전역에는 종교 개혁의 바람이 불었다. 독일에 이어 스위스의 취리히에서는 울리히 츠빙글리가 등장했으며, 제네바에서는 장 칼뱅이 등장하였다. 이들은 다섯 솔라를 내세워 교황과 가톨릭교회의 부패한 실태를 비판하였다.
이에 대해 가톨릭교회도 교회 쇄신에 대한 필요성을 느끼고 종교 개혁 이후 출현한 개신교에 대응하기 위해 가톨릭 개혁(1560–1648)에 착수하였다. 교황 바오로 3세는 트리엔트 공의회를 소집하여 교리를 보다 체계화하고 오랫동안 이루어졌던 교회 내 폐단을 철폐하였으며, 개신교도들의 회유를 모색하였으나 그들의 신학적 비판에 대해서는 전통적 가르침을 단호하게 수호하였다. 그리고 교회 내에서 교황에 반대하는 움직임에 맞서 승리를 확정 지었다. 이후 비오 5세, 그레고리오 13세, 식스토 5세 등의 교황들이 교회 개혁에 힘을 기울여 교회를 부흥하는데 힘썼다.
그러나 17세기 이후 서유럽 열강들의 압박으로 교황의 정치적 영향력은 크게 줄어들었으며, 19세기에는 교황령이 두 차례에 걸쳐 소멸을 겪었다. 나폴레옹 보나파르트에 의해 한 번 소멸당한 교황령은 빈 회의를 거쳐서 부활하였다. 그러나 근대 국가가 생겨나기 시작한 격동기였던 19세기 중반에 이탈리아 통일 운동에 의해 영토가 줄어들다가 결국 1870년에 이탈리아 왕국이 로마를 점령함으로써 천 년 동안 유지돼온 교황령은 완전히 소멸하였다. 세속 권력을 잃은 교황들은 이후 스스로 ‘바티칸의 포로’를 자처하며 이탈리아 당국과의 모든 교섭을 거부했다.
근대 이후 교황들은 점차 세속 권력을 잃어가면서 본연의 종교적 문제에 집중하기 시작했다.
1870년 교황 비오 9세가 소집한 제1차 바티칸 공의회에서는 교회의 최종적인 결정권이 공의회에 있다는 주장(공의회 우위설)을 단죄하고 교황 무류성을 교의로 선포하였다. 교황 무류성은 신앙과 도덕에 관한 문제에 있어서 교황이 공식적으로 ‘교좌에서’(Ex Cathedra) 엄숙하게 정의를 내릴 때 오류가 있을 수가 없다는 교리이다.

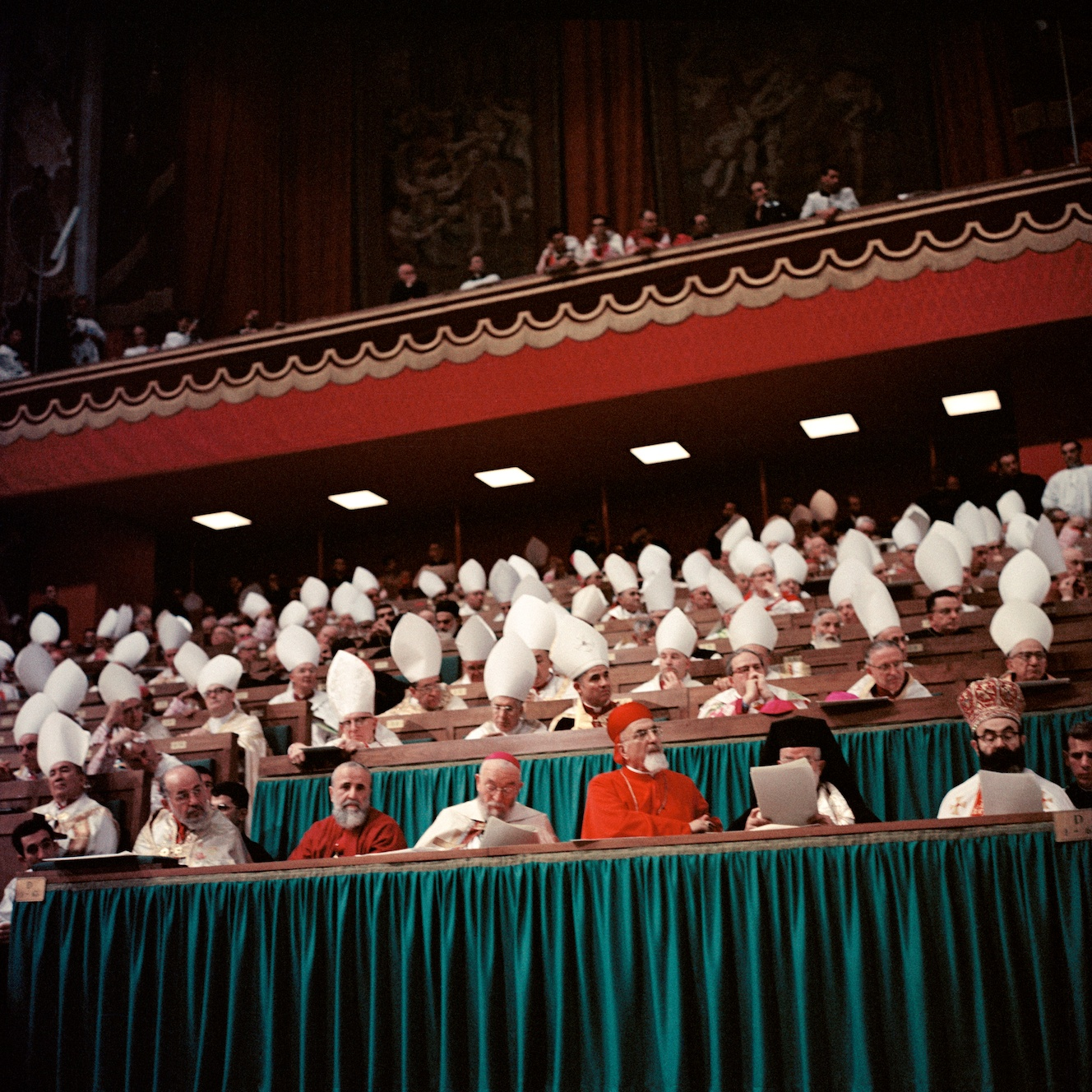
제2차 바티칸 공의회에 참석한 교부들의 모습.

1901년 교황 레오 13세는 근대 민주주의가 가톨릭교회와 공존할 수 있다고 선언함으로써 근대 민주주의를 승인하고 노동 문제 해결에 힘썼다. 교황 비오 10세는 광대한 교회법을 현대화하여 새 법전을 편찬하고, 성무일도서도 개정하였다. 또한 그는 신자들에게 자주 영성체할 것을 명하고, 첫 영성체 연령을 낮추고, 근대주의 사상을 비롯하여 교회를 위협하는 오류들에 대항하여 싸웠다. 1926년 교황 비오 11세 때에 교황청은 이탈리아 정부와 화해하고 라테라노 조약을 맺어 바티칸 시국을 선언함으로써 교황의 독립성을 보장받았다. 또한, 1937년 비오 11세는 공산주의를 단죄하고 배격하였다.
1950년 교황 비오 12세는 성모 승천을 교황 무류성에 따라 교의로 선언하였다.
현대 교회의 새로운 미래를 향한 길을 열어놓은 역사적 교황으로는 교황 요한 23세가 꼽힌다. ‘착한 교황’이라는 별명에서도 드러나듯 모든 계층의 사람들로부터 호감을 받은 교황이었던 그는 교회 쇄신과 세상을 향해 열린 교회를 선언한 제2차 바티칸 공의회를 소집하였다. 뒤이어 선출된 교황 바오로 6세는 제2차 바티칸 공의회를 성공적으로 마무리 지었으며, 교리와 교회 활동 지침과 규범들을 명확히 하였다.
교황 요한 바오로 2세는 소비에트 연방을 비롯한 동유럽의 공산주의권 붕괴에 일조하였다. 그는 또한 사회 정의와 윤리를 다지는 교회 가르침을 다수 발표했고, 특히 대희년을 기점으로 지난날 교회가 저지른 잘못을 사과하는 역사적으로 의미 깊은 업적을 남겼다. 또 국외순방을 가장 많이 실현했으며 가장 많은 성인을 시성한 교황으로 남았다.

## 교황에 대한 가톨릭교회의 교리
교황직에 대한 성경적 근거로 가톨릭교회가 주장하는 것은 다음과 같다:
마태 16,18-19: “나 또한 너에게 말한다. 너는 베드로이다. 내가 이 반석 위에 내 교회를 세울 터인즉, 저승의 세력도 그것을 이기지 못할 것이다. 또 나는 너에게 하늘 나라의 열쇠를 주겠다. 그러니 네가 무엇이든지 땅에서 매면 하늘에서도 매일 것이고, 네가 무엇이든지 땅에서 풀면 하늘에서도 풀릴 것이다.”
요한 21,15-17: 그들이 아침을 먹은 다음에 예수님께서 시몬 베드로에게 물으셨다. “요한의 아들 시몬아, 너는 이들이 나를 사랑하는 것보다 더 나를 사랑하느냐?” 베드로가 “예, 주님! 제가 주님을 사랑하는 줄을 주님께서 아십니다.” 하고 대답하자, 예수님께서 그에게 말씀하셨다. “내 어린 양들을 돌보아라.” 예수님께서 다시 두 번째로 베드로에게 물으셨다. “요한의 아들 시몬아, 너는 나를 사랑하느냐?” 베드로가 “예, 주님! 제가 주님을 사랑하는 줄을 주님께서 아십니다.” 하고 대답하자, 예수님께서 그에게 말씀하셨다. “내 양들을 돌보아라.” 예수님께서 세 번째로 베드로에게 물으셨다. “요한의 아들 시몬아, 너는 나를 사랑하느냐?” 베드로는 예수님께서 세 번이나 “나를 사랑하느냐?” 하고 물으시므로 슬퍼하며 대답하였다. “주님, 주님께서는 모든 것을 아십니다. 제가 주님을 사랑하는 줄을 주님께서는 알고 계십니다.” 그러자 예수님께서 베드로에게 말씀하셨다. “내 양들을 돌보아라.”
루카 22,31-32: “시몬아, 시몬아! 보라, 사탄이 너희를 밀처럼 체질하겠다고 나섰다. 그러나 나는 너의 믿음이 꺼지지 않도록 너를 위하여 기도하였다. 그러니 네가 돌아오거든 네 형제들의 힘을 북돋아 주어라.”
가톨릭 호교론자들이 교황 제도를 옹호할 때 가장 많이 인용하는 성경 구절은 마태오 복음서 16장 18-19절이다. 가톨릭 신자들은 이 성경 구절이 예수가 나중에 베드로(반석을 의미)로 개명한 요한의 아들 시몬을 기반으로 삼아 자신의 교회를 세우겠다는 것을 입증하는 것이라고 믿는다. 요컨대 베드로는 그리스도의 교회를 떠받치는 반석이 되었다. 그러므로 예수는 자신의 지상 교회의 우두머리로 베드로를 확립하였고, 그 후계자를 세워 소명을 계승하도록 하였으며, 이리하여 교황 제도가 생겨난 것이다.
성경에서 새 이름을 받는 것은 새로운 지위나 사명을 뜻한다. 그래서 시몬은 베드로가 된 것이다.
‘베드로’라는 이름은 예수 그리스도가 말한 아람어 ‘케파’를 그리스어와 라틴어로 번역한 것이다. ‘케파’는 ‘반석’을 뜻한다.
성경에는 반석에 관한 내용이 많이 나오는데 성경에서 말하는 반석은 험한 암벽으로 둘러싸인 천연 요새지를 말한다. 문자적인 뜻으로 쓰이기도 했지만, 대개는 힘, 확고부동, 안전하고 견고한 장소를 상징하는 말로 쓰였다. 그래서 반석은 이스라엘 백성을 보호하는 신을 상징하는 용어로도 많이 사용되었다. 신약 시대에는 구약 시대에 물이 없어 목말라 하는 이스라엘 백성을 위해 하느님이 반석에서 물을 솟게 한 사건을 예로 들며 영원한 생명의 물을 주는 예수를 반석에 비유하였다. 이런 근거에서 예수는 시몬에게 “너는 베드로(반석)이다. 나는 이 반석 위에 교회를 세우겠다.”는 말을 할 수 있었다. 실제로 예수 자신이 바위였기 때문에 바위로서의 모퉁잇돌의 특성을 시몬에게 부여할 수 있었다.
‘하늘나라의 열쇠’라는 구절은 바티칸 시국의 국장과 같이 종종 교황의 상징물에서 볼 수 있는 상징적 열쇠의 근거가 된다. 이 하늘나라의 열쇠는 지상의 권한을 상징하는 수위권을 의미한다.
성경에서 열쇠는 열고 닫는 권한, 즉 모든 권한을 상징한다. 이렇게 교회의 전권을 받은 베드로에게 예수는 “내 양들을 잘 돌보라.”며 구체적으로 그것을 실천에 옮기라고 거듭 요청하였다. 그리고 베드로를 위해 특별히 기도하였다.
이 밖에도 초기 기독교의 교부들, 예컨대 성 아우구스티노는 베드로를 ‘제1의 사도’라고 했으며, 에우세비오 같은 학자들도 베드로를 ‘사도의 수령’ 또는 ‘사도직의 원수’라고 표현했다.
베드로에게 위임된 직책은 그의 후계자들에게 이어져 오늘에 이른다. 이리하여 베드로란 이름은 고유명사인 동시에 보통명사가 되어 버렸다. 교황 바오로 6세는 1969년 6월 10일 제네바의 세계 교회 협의회 본부를 방문했을 때 자신을 “나는 바오로라고 불리며 이름은 베드로입니다.”라고 소개하였다.

## 다른 호칭들
교황직은 많은 직위를 지닌 자리다. 교황을 공식적으로 부를 때는 다음과 같다:
- 로마 주교 (Episcopus Romanus)
- 그리스도의 대리자 (Vicarius Christi)
- 으뜸 사도의 후계자 (Successor principis apostolorum)
- 전체교회의 최고주교 (Caput universalis ecclesiae)
- 보편교회의 최고대사제 (Summus Pontifex vel Pontifex Maximus)
- 이탈리아 교회의 수석 대주교 (Primatus Italiae)
- 로마 관구의 관구장 대주교 (Archiepiscopus et metropolitanus provinciae ecclesiasticae Romanae)
- 서방 총대주교 (Patriarcha Occidentis)
- 바티칸 시국의 국가원수 (Princeps sui iuris civitatis Vaticanae)
- 하느님의 종들의 종 (Servus Servorum Dei)

로마 교구를 통치한 주교들은 처음에는 성 베드로의 대리자로 명명됐지만 인노첸시오 3세에 의해 중세 이후부터는 더 권위적인 명칭인 그리스도의 대리자로 변경되었다. 이 명칭의 유래는 495년에 개최된 로마 시노드에서 젤라시오 1세에게 바쳐진 것이 시초이다. ‘교황’이라는 호칭은 5세기 중엽부터 사용했으며 11세기 동서방 교회 대분열 이후, 그레고리오 7세에 의해 오직 로마 주교에게만 국한되었다.
‘파파(Papa)’는 교황을 비공식적으로 부를 때 쓰는 명칭으로 아버지라는 뜻의 라틴어 ‘papas’에서 유래하였다. 일반적으로 교황에게는 ‘성하(聖下, Seine Heiligkeit 또는 Sanctitas)’와 ‘성스러운 아버지(Heiliger Vater 또는 Sanctissimus 또는 Beatissimus Pater)’라는 경칭으로 부른다.
또한, 라틴어로 최고 사제장이라는 뜻의 ‘폰티펙스 막시무스(Pontifex Maximus)’라고도 하는데, 이는 ‘다리’를 뜻하는 폰스(Pons)와 ‘만들다’는 뜻의 파키오(facio)와 ‘가장 으뜸인 자’라는 뜻의 막시무스(Maximus)를 합성한 말로 말하자면 교황은 하느님과 사람을 잇는 최고의 연결자 또는 대리자라는 의미를 내포하고 있다.
교황의 서명은 통상 ‘교황의 이름, PP, ○세’라는 형식으로 이루어진다. 예를 들어 바오로 6세의 경우 ‘Paulus PP. VI’라고 서명한다. PP는 파파(Papa)의 약어이며, 여기에 폰티펙스 막시무스의 약칭인 ‘P.M.’ 혹은 ‘Pont.Max.’를 추가 기입하기도 한다. 회칙 등의 공식 문서에는 정식으로 ‘교황의 이름, 가톨릭교회의 주교(Episcopus Ecclesia Catholicae)’로 서명한다.
문두에는 ‘교황의 이름, 하느님의 종들의 종인 주교(Episcopus Servus Servorum Dei)’라는 서명을 자주 쓴다. 이는 그레고리오 1세로까지 거슬러 올라가는 오래된 관습이다.
.

## 선출과 장례

### 교황의 선출
새 교황은 전임 교황의 선종이 공식적으로 발표된 후 15일~20일 이내에 선출된다. 교황의 선출은 세속 선거와는 전혀 다른 방식으로 진행될 뿐 아니라 아주 특이한 방법으로 세계 곳곳에 널리 알려진다.
라틴어로 ‘열쇠로 잠근다.’는 뜻의 콘클라베라 불리는 교황 선거는 세계적으로 유명한 시스티나 성당에서 이루어지며 국적이나 출신 등에 관계없이 80살 이하 전 세계의 모든 추기경들이 투표에 참석한다. 외부와의 소통이 일제히 단절된 채 추기경들은 매일 두 번의 비(非)공개 투표를 하며, 그 결과는 전통적으로 짚이나 종이를 태워 알리게 되어 있다. 짚은 검은 연기를 내고 종이는 하얀 연기를 내는데, 연기는 시스티나 성당 내부의 작은 굴뚝을 통해 성당 정면 오른편에 있는 박공 앞의 한 지점으로 뿜어져 나온다.
성당 밖의 성 베드로 광장에서 기다리는 사람들은 연기의 색깔로 새 교황의 선출 여부를 알게 된다. 검은 연기는 새 교황이 아직 뽑히지 않았다는 신호이고, 하얀 연기는 새 교황이 뽑혔다는 신호다.
새 교황을 언제까지 뽑아야 한다는 규정은 없다. 바티칸 역사상 가장 오래 걸렸던 교황 선거는 교황 클레멘스 4세의 후임을 뽑는 콘클라베로 1268년에 열려 2년 9개월에서 이틀이 더 걸린 1271년에야 끝났다.
새 교황이 확정되면 그는 “수용한다(Accepto).”는 답변으로 공식 확인하고, 수석 추기경이 회랑 가운데로 나와 군중에게 “하베무스 파팜(라틴어: Habemus Papam)”이라고 말하며 새 교황의 이름을 발표한다. 그러면 새 교황이 제단사들이 미리 준비한 임시 제의를 입고 군중 앞에 나타나 ‘로마 시와 전 세계에게’를 의미하는 라틴어 ‘우르비 에트 오르비’라는 말로 첫 축복을 준다.
만일 새로 선출된 교황이 주교품을 받지 않은 사람일 경우, 추기경단의 수석 추기경은 선출된 교황 당선자에게 주교품을 서품하며 당선자는 주교품을 받은 때부터 로마 주교가 되는 동시에 교황이 된다. 교황이 되기 위해서는 어떤 국적을 가져도 상관없다. 역대 교황 가운데 210명은 이탈리아 출신이었고 이 중 99명은 로마 출신이었다. 나머지 56명은 프랑스 출신 16명, 그리스 출신 12명, 독일 출신 8명, 시리아 출신 6명, 팔레스타인과 스페인, 아프리카 출신 각 3명 등이다. 잉글랜드, 포르투갈, 네덜란드, 폴란드, 아르헨티나가 각 1명이다.

### 이름
교황 선거에서 차기 교황으로 선출된 당선자는 교황직 수락 의사를 밝히면서 즉시 자신의 본명을 버리고 평소 존경하던 성인이나 전임 교황의 이름을 골라서 자신의 교황명(敎皇名)으로 삼아 공표해야 한다. 새 교황의 이름은 수석 부제 추기경이 곧바로 성 베드로 대성전 발코니에서 선출 사실과 함께 공포한다.
역대 교황명 가운데 가장 많이 선택된 것은 ‘요한’으로 지금까지 통틀어 23명의 교황이 이 이름을 선택하였다. 그만큼 가장 인기가 있으나 ‘요한’이라는 이름의 교황들이 가장 많이 시해당하거나 유폐되는 등 교회 역사상 가장 불행한 사건들이 이 이름과 관련이 깊어서 교황 요한 23세 이전에는 거의 7세기에 가깝도록 ‘요한’이라는 이름을 택한 교황이 없었다.
‘요한’ 다음으로 두 번째로 인기 있는 이름은 ‘그레고리오’와 ‘베네딕토’로 둘 다 총 16명이 있으며, ‘클레멘스’ 및 ‘레오’는 14명, ‘인노첸시오’는 13명, ‘비오’는 12명 등이다. 다만 ‘베드로’는 초대 교황인 베드로만을 위해 쓰도록 정해져 있어 베드로를 교황명으로 쓴 사례는 없다. 이는 베드로를 향한 예수의 명명(마태 16,18)을 존중하는 차원에서라고 한다.
교황들 가운데 처음으로 개명한 이는 교황 요한 2세로, 본래의 이름인 메르쿠리우스가 이교도의 신을 딴 이 이름이기 때문에 교황으로는 부적절하다고 생각해 '요한 2세'로 이름을 바꿨다. 반면 원 세례명을 그대로 유지한 교황은 16세기의 교황 하드리아노 6세가 유일하다.
그리고 두 개의 교황 이름을 합쳐서 개명한 사람은 요한 바오로 1세가 처음이며 다음 교황인 요한 바오로 2세도 이 이름을 사용했다.

### 교황으로 선출되면 달라지는 것
- 당사자의 이름, 이전의 시민권, 국적이 모두 소멸된다.
- 일상생활에서 때로는 아주 사소한 부분까지 전부 규제를 받는다.
- 일주일에 한 번씩 고해 사제에게 자신의 죄를 고백해야 하며, 교황의 고해성사를 담당하는 사제는 예수회 사제이다.
- 고해 사제는 일주일에 한 번씩 정해진 시간에 바티칸을 방문하여 교황이 고백하는 죄를 듣고 사해 준다.
- 교의상 로마 가톨릭교회 전체를 통솔하는 절대적인 권력을 갖는다.
- 교회 안 모든 법령은 교황의 승인을 받아야 한다.
- 교황은 일을 처리함에 있어 선례를 따를 수도 있고, 무시할 수도 있다.
- 전통을 폐지하고 교회법을 제정하거나 개정할 수 있으며, 교서를 발표할 수 있고, 협의를 거치지 않고도 교회 안 규정을 바꿀 수 있다.
- 어떤 문제들에 관해서는 추기경단의 자문과 충고를 받도록 되어 있지만, 모든 일에 있어 교황 자신이 독자적으로 결정하고 조치를 취할 수 있는 권한을 가진다.
- 인간이 하는 재판은 받지 않기에 법정에 소환되지 않을 권한을 갖는다.[56]

### 교황의 장례 절차
교황의 장례식은 엄격한 형식과 절차에 따라 진행된다.
먼저 교황의 시종관이 교황의 사망을 공식적으로 확인 하고 난 다음 교황을 상징하는 어부의 반지(교황의 공식인장)를 교황의 손가락에서 빼내어 모든 사람이 보는 앞에서 반지를 두개의 선을 그어 훼손시킨다. 이는 교황의 통치기간이 종식되었음을 의미하며 기타 문서위조를 방지하기 위해서이기도 하다.
그 다음에는 교황의 시신을 시스티나 경당으로 옮기는데 추기경들과 바티칸의 주요 인사들이 긴 행렬을 이루어 시신을 호위한다. 시신이 경당에 모셔지면 하얀색 실크와 특별하게 짠 팔리움으로 된 수의를 입힌다. 시신의 손에는 장갑이 끼워지고 교황의 주교관이 가슴 위에 놓인다. 교황의 시신은 시스티나 경당의 거대한 프레스코화 ‘최후의 심판’ 아래서 꼬박 하룻밤을 보낸 다음, 다시 성 베드로 대성전 안 클레멘타인 경당으로 옮겨진다.
교황의 시신은 그곳에서 3일간 수십만 조문객들의 조문을 받는다. 이 전통은 과거 로마 제국의 장례 풍습에서 유래한 것이다. 장례 미사는 대성전 돔 아래에 있는 중앙 제대에서 거행된다. 장례 미사가 끝나면 시신은 윤이 나게 잘 닦인 삼중 나무관 속에 안치된다. 그 후 교황의 업적을 기리는 송덕문이 라틴어로 읽히며, 그 송덕문은 청동으로 된 원통에 담겨 교황의 발치에 놓인다.
이때 금화와 은화, 동화 등 동전들을 가득 담은 붉은 벨벳 자루를 시신 옆에 놓아두는데, 그 개수는 교황의 재임 연수(1년에 금화, 은화, 동화 각각 1개씩)에 따라 달라진다. 마지막으로 이전에 훼손시켰던 어부의 반지를 넣고 시신의 얼굴을 비단 천으로 덮으면 바로 관을 봉한다. 봉해진 교황의 관은 대성전 제대의 왼쪽에 있는 ‘죽음의 문’을 통해 아래로 천천히 운구 되어서 역대 교황이 묻히는 대성전 지하 묘소 안에 미리 준비한 대리석관 안으로 옮겨지고 나서 거대한 석판으로 덮여 안치된다.

## 교황의 상징들

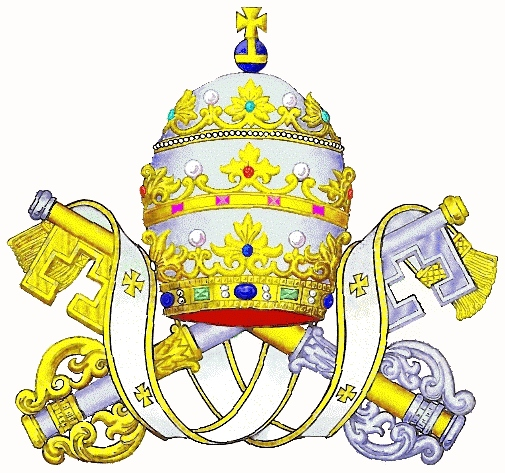
교황의 문장

- 삼중관(Triregnum) : 교황이 머리에 쓰는 관으로 일반 주교관과는 확연히 구별되는 것으로 전통적으로 교황의 즉위 미사 때 사용되어 왔다. 삼중관은 교황의 통치권, 신품권, 교도권을 상징하며, 또한 유럽의 어떤 군주들보다도 교황이 더 위대하다는 뜻을 담고 있기도 하다. 처음에는 왕관 두 개를 겹친 듯한 이중관 모양이었으나 1362년 교황 우르바노 5세 때부터 삼중관이 되었다. 1978년 교황 요한 바오로 1세는 세속적 권력의 상징을 담고 있다면서 삼중관을 쓰는 전통을 폐지함에 따라 오늘날에는 자취를 감추었다.

- 주교 지팡이(Baculus) : 교황이 예식 때 쓰는 지팡이로 목장(牧杖)이라고도 한다. 이는 목자가 양을 칠 때 사용하던 지팡이에서 유래하며 목자의 직무와 권위를 상징한다. 일반 주교의 지팡이는 윗부분이 원형으로 구부러져 있는 반면 교황의 지팡이는 윗부분이 십자가 모양이다. 교황은 십자가에 못 박혀 죽은 예수 그리스도의 지상 대리인이라는 뜻이다.

- 팔리움(Pallium) : 양털로 만든 띠로 ‘잃었던 양의 비유’(루카 15,1~7)에서 양을 찾아 어깨에 메고 집으로 돌아오는 목자의 모습을 연상시키며, 교황의 명예와 자치권을 상징한다.

- 어부의 반지(Pescatorio) : 교황이 손가락에 끼는 황금 반지인데, 이 반지는 예수의 수제자였던 성 베드로가 어부였었다는 사실에서 기인한다. 어부의 반지는 공문서를 봉인할 때 쓰고, 교황을 알현하는 사람은 무릎을 꿇은 채 어부의 반지에 입을 맞추는 인사를 한다. 어부의 반지는 교황이 선종하면 반지를 훼손시켜서 교황의 시신과 같이 넣는다. 이는 해당 교황의 통치가 종식되었음을 의미한다. 다음 교황은 새로운 반지를 맞추어야 한다.

- 하늘나라의 열쇠 : 성 베드로가 주저 없이 예수에 대한 바른 신앙을 고백했을 때, 예수는 성 베드로에게 왕국의 문들을 열 하늘나라의 열쇠를 하사해 주었다(마태 16,13~19). 여기서 하늘나라의 열쇠는 지상의 권한을 상징하는 수위권을 상징한다. 그리고 성 베드로의 후계자인 교황이 그 권한을 계승하고 있다. 성 베드로가 열쇠를 잡고 있는 표현은 5세기 초부터 등장한다. 그러나 열쇠만을 분리해서 교황의 권위를 나타내는 도구로 사용한 시점은 교황 인노첸시오 3세 이후이다.

교황에게는 교황을 상징하는 특별한 문장이 있다. 모든 교황들의 문장에는 삼중관을 포함되었지만, 베네딕토 16세과 프란치스코의 문장에는 주교관으로 바꾸었다. 교황관 아래 방패의 배경에는 전통적으로 금열쇠와 은열쇠가 있는데, 이는 마태오 복음서 16장 18절~19절을 참고로 한 것으로, 지상과 천국에서 묶고 매는 교황의 능력을 상징한다. 따라서 교회 문장학에서 열쇠는 그리스도의 대리자로 교황으로서의 지위의 영적인 권위를 상징한다.

## 교황의 지위와 권위
가톨릭교회에서 교황이 지니는 지위와 권위는 1870년 8월 18일 제1차 바티칸 공의회에서 교의적으로 정의되었다. 그리스도의 교회에 관한 교의헌장 《영원한 목자》(Pastor Aeternus)에서는 다음과 같은 법규들을 제정하였다.
그러므로 복된 사도 베드로가 주 그리스도께 임명된 모든 사도들의 으뜸이요, 투쟁 중에 있는 전체 교회의 가시적인 수장이 아니라고 말하거나 또는 베드로는 우리 주 예수 그리스도로부터 명예 수위권만 받았을 뿐, 참되고 본연의 재치 수위권을 직접적으로 그리고 중재 없이 받은 것이 아니라고 말하는 자는 파문될 것이다.
그러므로 복된 베드로가 보편 교회에 대한 수위권에 있어서 영원히 후계자를 보유한다는 것이 주 그리스도 자신이 하신 설정 또는 신법에 의한 것이 아니라고 말하거나 또는 교황은 이 같은 수위권에 있어서 복된 베드로의 후계자가 아니라고 말하는 자는 파문될 것이다.
따라서, 로마 교황은 오직 감독과 지도의 직무만 보유할 뿐, 신앙과 도덕에 관한 사안들 뿐만 아니라 온 누리에 퍼져 있는 교회의 규율과 통치에 관한 사안들에 있어서도, 보편 교회 위에 충만한 최고의 재치권을 가지지 않는다고 말하는 자나, 그는 이 최고 권한의 좀 더 중요한 일부분의 권한만을 가지고 있을 뿐 온전히 충만한 권한을 향유하지 못한다고 말하거나 또는 그의 이러한 권한이 모든 교회와 개별 교회에 대해 동시에 전체적으로도 개별적으로도 목자들과 신자들에 대해 통상적이고 직접적인 것이 아니라고 말하는 자는 파문될 것이다.

그렇기 때문에 본인은 그리스도교 신앙 초기부터 수용된 전통을 신실하게 따르면서, 우리의 구세주이신 하느님의 영광을 위하여, 그리고 가톨릭 종교와 그리스도교 백성들의 구원을 위하여, 거룩한 공의회의 승인 아래, 다음과 같은 것이 하느님에 의해 계시된 교의임을 가르치고 규정하는 바이다. 로마 교황이 사도좌에서 발언할 때, 곧 모든 그리스도인의 목자요 스승으로서 자신의 직무를 수행함에 있어서, 자신의 사도적 최고 권위를 가지고, 신앙과 도덕에 관한 교리를 보편 교회가 고수해야 할 것이라고 결정한다면, 그는 복된 베드로에게 약속하신 하느님의 도우심에 힘입어 무류성을 지닌다. 이 무류성은 하느님이신 구속주께서 당신의 교회가 신앙과 도덕에 관한 교리를 규정지을 때 갖추기를 바라셨다. 그러므로 로마 교황의 결정들은 교회의 동의 때문이 아니라, 그 자체로서 개정될 수 없는 것이다. 이제 (하느님께서 물리쳐 주시기를) 본인의 이 결정에 대해 감히 반대하는 자는 파문될 것이다.
1964년 제2차 바티칸 공의회의 교회에 관한 교의헌장 《인류의 빛》(Lumen Gentium)은 다음과 같이 선언하고 있다.
주교들의 주요 임무 가운데 첫째는 복음 선포이다. 주교들은 새로운 제자들을 그리스도께 인도하는 신앙의 선포자이며 진정한 스승 곧 그리스도의 권위를 지닌 스승이기 때문이다. 주교들은 자기에게 맡겨진 백성에게 믿고 살아가야 할 신앙을 선포하고, 계시의 곳간에서 새것과 옛것을 꺼내어(마태 13,52 참조) 성령의 빛으로 밝혀 주며, 그 신앙이 열매를 맺게 하고, 자기 양 떼를 위협하는 오류를 경계하여 막는다(2티모 4,1-4 참조). 교황과 친교를 이루며 가르치는 주교들은 하느님의 보편 진리에 대한 증인으로서 모든 사람에게 존경받아야 한다. 신자들은 신앙과 도덕에 관하여 그리스도의 이름으로 내린 자기 주교의 판단에 일치하여야 하고, 마음의 종교적 순종으로 그를 따라야 한다. 교황의 유권적 교도권에 대하여는, 비록 교좌에서 말하지 않을 때에도, 특별한 이유로 의지와 지성의 이 종교적 순종을 드러내어야 한다. 이렇게 하여 곧 교황의 최고 교도권을 공손하게 인정하여야 하고, 주로 문서의 성격이나 동일한 교리의 빈번한 제시나 표현 방법 등에서 드러나는 교황의 생각과 의향대로, 교황이 내린 판단을 성실히 따라야 한다.
. . . 그리고 하느님이신 구세주께서 당신 교회가 신앙과 도덕에 관한 교리의 결정에서 오류가 없기를 바라셨던 이 무류성은 교회가 거룩하게 보전하고 충실히 설명하여야 할 하느님 계시의 위탁이 펼쳐지는 그만큼 펼쳐진다. 주교단의 단장인 교황은 참으로 신앙 안에서 자기 형제들의 힘을 북돋워 주는 사람이므로(루카 22,32 참조), 모든 그리스도인의 최고 목자이며 스승으로서 신앙과 도덕에 관한 교리를 확정적 행위로 선언하는 때에, 교황은 자기 임무에 따라 그 무류성을 지닌다. 그러므로 교황의 결정은 교회의 동의 때문이 아니라 그 자체로서 마땅히 바뀔 수 없는 것으로 여겨진다. 그것은 복된 베드로 안에서 교황에게 약속된 성령의 도움을 받아 선포된 것이기 때문이다. 또한 그 결정은 결코 다른 누구의 승인도 필요하지 않고 다른 판단을 요구하는 어떠한 상소도 허용되지 않는다. 그러할 때에 교황은 한 개인으로서 판단을 내리는 것이 아니라 바로 교회 자체의 무류성의 은사를 특별히 지니고 있는 보편 교회의 최고 스승으로서 가톨릭 신앙의 교리를 설명하고 옹호하는 것이다. 교회에 약속된 무류성은 주교단이 베드로의 후계자와 더불어 최고 교도권을 행사할 때에 주교단 안에도 내재한다. 이러한 결정에 대하여 교회의 동의가 결코 없을 수 없다. 똑같은 성령의 활동으로 그리스도의 모든 양 떼가 신앙의 일치 안에서 보전되고 진보하기 때문이다.

## 교황의 역할
교황의 교회 내에서 역할을 교회법에서는 다음과 같이 규정하고 있다.
“주님으로부터 사도들 중 첫째인 베드로에게 독특하게 수여되고 그의 후계자들에게 전달될 임무가 영속되는 로마 교회의 주교는 주교단의 으뜸이고 그리스도의 대리자이며 이 세상 보편 교회의 최고 목자이다. 따라서 그는 자신의 임무에 대하여 교회에서 최고의 완전하고 직접적이며 보편적인 직권을 가지며 이를 언제나 자유로이 행사할 수 있다.” (교회법 제331조; 교리서 881)
구체적으로는 다음과 같은 일을 할 수 있다;
- 교령을 승인, 재가 또는 정지시킬 수 있다.
- 대사를 허락할 수 있다.
- 시복이나 시성을 할 수 있다.
- 주교를 임명하고 추기경을 지명할 수 있다.
- 교구를 설정, 관리, 변경하거나 정지할 수 있다.
- 교구장을 보좌할 수 있도록 보좌 주교를 선임할 수 있다.
- 교황청립 학교를 설립하고 인준할 수 있다.
- 전례서를 출간할 수 있다.
- 교회 재단의 재산을 관리할 수 있다.
- 교황청에 속한 선교 활동을 수립하고 관리할 수 있다.
- 공의회를 소집, 주재하고 폐회할 수 있다.
- 거룩한 날과 가톨릭 축일 등을 정할 수 있다.
- 새로운 전례를 도입하고 낡은 전례를 폐지할 수 있다.
- 교의를 공표할 수 있다.
- 교회법을 새로 도입하거나 변경, 폐지할 수 있다.
- 가톨릭 정통 교의를 이교와 이단으로부터 수호한다.
- 환속을 원하는 수도자들의 서원과 맹세를 풀어줄 수 있다.
- 혼인관계의 특별관면을 해줄 수 있다.
- 법원의 역할을 한다.
- 사법절차의 규칙을 세울 수 있다.
- 문책이나 처벌조항을 만들 수 있다.
- 청문회를 열 수 있다.
- 로마 교구를 위해 판사들을 구성하거나 종교회의 판사들을 지명할 수 있다.[64]

## 교황권에 대한 다른 기독교 교파의 입장

### 동방 정교회의 입장
동방 정교회에서는 15세기 페라르-플로렌스 공의회를 통해 서방교회와 신학적 협의를 하고자 하였다. 서방교회가 교황을 반대한 서방의 공의회주의자를 겨냥한 문장인 교황의 수위권 문장에 동의해 주고, 동시에 교황의 권한은 공교회의 공의회와 거룩한 교회법(동방정교회가 제정함)에 합치되어야 한다고 조건을 달았다. 이는 어디까지나 동방과 서방이 공유하는 공의회를 유지하기 위한 방법이었으며, 정교회는 로마 대주교인 교황이 재치권과 무류성을 언급하는 것조차 용인하지 않는다. 정교회는 초대교회부터 내려온 5대 지역의 대주교의 자리가 모두 동등한 위치를 공유하고 있으며, 교황 역시 다섯 대주교 중 한 명일 뿐이다.

### 개신교
개신교에서는 기본적으로 교황권 자체를 부인한다. 개신교에서는 베드로가 사도들의 대표 역할을 하긴 했으나 로마교회에 직접적인 선교 활동을 한 적도 없으며, 로마 감독/주교에서 베드로가 직접적인 영향을 끼쳤다는 주장은 토미즘 이후의 교리적 정리라고 인식한다. 서방교회의 전통을 천주교회와 공유하는 개신교회는 도리어 천주교회가 초대교회부터 내려온 5개 대교구에서 분리된 로마교회로 보며, 교황 역시 12세기 토마스 아퀴나스의 서방 교회 신학적 정립 이후에 설립된 제도로 인식한다. 교회는 그리스도의 복음과 베드로의 신앙고백으로 대표되는 성도의 믿음이 교회의 기반이며, 전통적 교회 제도는 필요하나 절대적 제도는 복음에 대치된다고 여긴다.

## 보수
교황은 공식적으로 월급을 받지 않는다. 실제 사례로 프란치스코 교황은 즉위 후 월급을 받지 않겠다고 밝히고, 교황청에서 무보수로 봉사했다. 추기경은 통상적으로 월급을 받는데, 2020년 기준 약 4700~5900유로(약 762만~956만원)이다.

## 같이 보기
- 교황의 레갈리아와 휘장
- 교황 즉위식
- 교황의 역사
- 사도좌 공석
- 교황 목록
- 대립교황